# Ной, Хайн-Дирек
Хайн-Дирек Ной (нем. Hein-Direck Neu; 13 февраля 1944, Бад-Кройцнах — 14 апреля 2017, Висбаден) — западногерманский легкоатлет, специалист по метанию диска. Выступал за сборную ФРГ по лёгкой атлетике в период 1964—1982 годов, серебряный и бронзовый призёр Кубка Европы, дважды серебряный призёр летних Универсиад, шестикратный чемпион национального первенства, рекордсмен страны в метании диска, участник трёх летних Олимпийских игр.

## Биография
Хайн-Дирек Ной родился 13 февраля 1944 года в городе Бад-Кройцнахе. Проходил подготовку в Майнце в местном одноимённом спортивном клубе USC Mainz и позже в Леверкузене в клубе Bayer Leverkusen.
Впервые заявил о себе в 1963 году, пробившись в финал чемпионата ФРГ и заняв итоговое шестое место. Два года спустя уже стал серебряным призёром, а с 1966 года неизменно выигрывал все национальные первенства в течение четырёх последующих сезонов. Был одиннадцатым на чемпионате Европы в Будапеште. Будучи студентом, выступил на летней Универсиаде 1967 года в Токио, где выиграл серебряную медаль, проиграв американцу Гэри Карлсону. В то время он стал первым западногерманским метателем диска, сумевшим преодолеть рубеж в 60 метров.
Благодаря череде удачных выступлений удостоился права защищать честь страны на летних Олимпийских играх 1968 года в Мехико — в итоге занял в метании диска среди мужчин девятое место.
Первого серьёзного успеха на международном уровне добился в сезоне 1970 года, когда вошёл в основной состав немецкой национальной сборной и побывал на Кубке Европы в Стокгольме, откуда привёз награду серебряного достоинства, уступив только местному шведскому метателю диска Рики Рухи. Кроме того, съездил на Универсиаду в Турине, где так же стал серебряным призёром, на сей раз потерпел поражение от венгра Яноша Мураньи.
В 1972 году соревновался на Олимпийских играх в Мюнхене, но был далёк здесь от попадания в число призёров, занял среди метателей диска лишь 17 место, не сумев преодолеть даже квалификационный этап.
В 1974 году в пятый раз стал чемпионом Германии по лёгкой атлетике. В следующем сезоне завоевал бронзовую медаль на Кубке Европы в Ницце.
Находясь в числе лидеров немецкой национальной сборной, благополучно прошёл отбор на Олимпийские игры 1976 года в Монреале, впоследствии занял здесь 12 место.
После монреальской Олимпиады Ной ещё в течение некоторого времени оставался в составе легкоатлетической команды Германии и продолжал принимать участие в крупнейших международных соревнованиях. Так, в 1977 году на соревнованиях в Бременхавене он метнул диск на 68,08 метра, установив тем самым рекорд страны, который продержался более десяти лет и был побит только переехавшим в ФРГ рекордсменом мира из ГДР Вольфгангом Шмидтом. Тем не менее, в 1978 году Хайн-Дирек Ной был уличён в употреблении анаболических стероидов и отстранён от соревнований сроком на один год. Много лет спустя уже в возрасте 69 лет в интервью немецкой прессе он подтвердил, что в течение многих лет использовал запрещённые вещества, причём все его коллеги тоже это делали — в существовавшей допинговой программе были замешаны и врачи сборной, и спортивные чиновники Западной Германии.
Вернувшись по окончании срока дисквалификации, в 1981 и 1982 годах Ной ещё выступал на чемпионатах страны, но в обоих случаях занял только четвёртые места.
Завершив спортивную карьеру, занялся преподавательской деятельностью, более 35 лет проработал учителем физкультуры и английского языка в средней школе в Майнце.
Умер 14 апреля 2017 года в Висбадене в возрасте 73 лет.